# Rose Fortune
Rose Fortune, née le 13 mars 1774 en Virginie ou à proximité de Philadelphie et morte le 20 février 1864 en Nouvelle-Écosse est une entrepreneure nord-américaine connue pour son sens des affaires, sa force et son courage à une époque où ni les femmes ni les Noirs n'étaient particulièrement encouragés à gérer une entreprise.
Née de parents esclaves au moment de la Guerre d'Indépendance des États-Unis, loyaliste originaire des États-Unis, Rose Fortune émigre au Canada vers l'âge de sept ans. Elle s'installe avec ses parents dans la vallée de l'Annapolis, en Nouvelle-Écosse, où se retrouvent nombre de Loyalistes noirs.
Rose Fortune monte une entreprise de transports de bagages et devient aussi la première femme policière au Canada lorsqu’elle institue et applique des couvre-feux pour assurer la sécurité des rues la nuit.

## Biographie

### Origine familiale
Rose Fortune serait née le 13 mars 1774, de parents d'origine africaine, malgache et sud-américaine : Fortune et Aminta,.

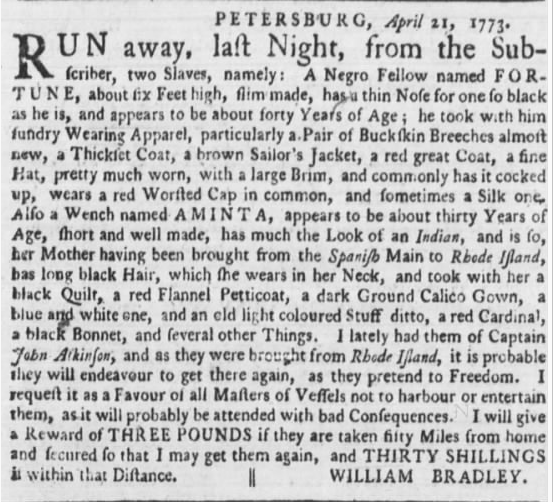
Avis de fuite, 29 avril 1773, Virginia Gazette concernant Fortune et Aminta.

Un an avant sa naissance, ses parents ont été identifiés dans la presse locale comme des esclaves en fuite en Virginie. William Bradley, l'auteur de l'annonce publiée dans la Virginia Gazette du 29 avril 1733, propose une récompense de trois livres à celui qui les ramènerait.

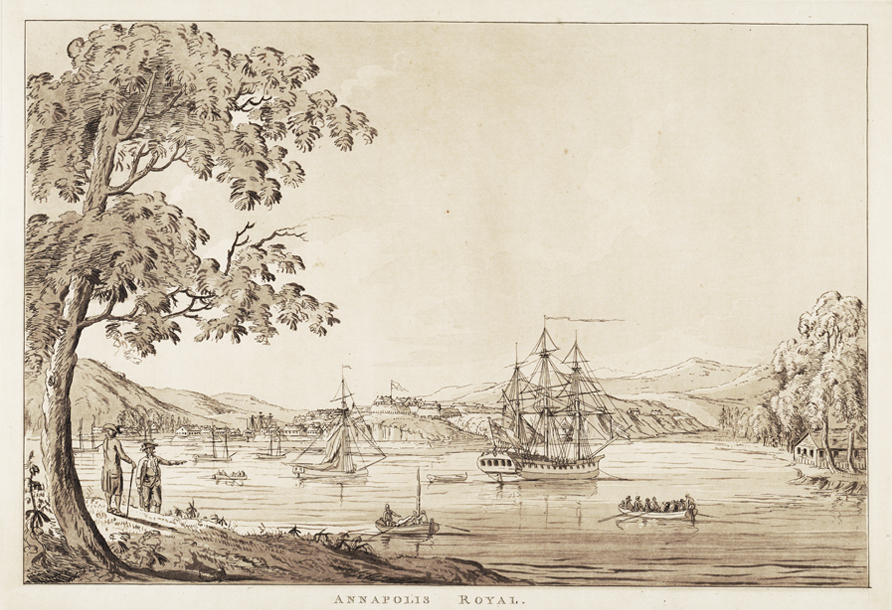
Joseph Frederick Wallet DesBarres, Annapolis Royal, Nouvelle-Écosse, 1781.

Les parents de Rose Fortune font partie des 3 000 loyalistes noirs ayant soutenu les Britanniques pendant la guerre d'indépendance américaine et, ont été transportés après guerre de New York vers la Nouvelle-Écosse, un territoire britannique au Canada,. En 1783, ils s'installent à Annapolis Royal, alors que Rose Fortune est âgée d'environ 10 ans .

### Vie professionnelle

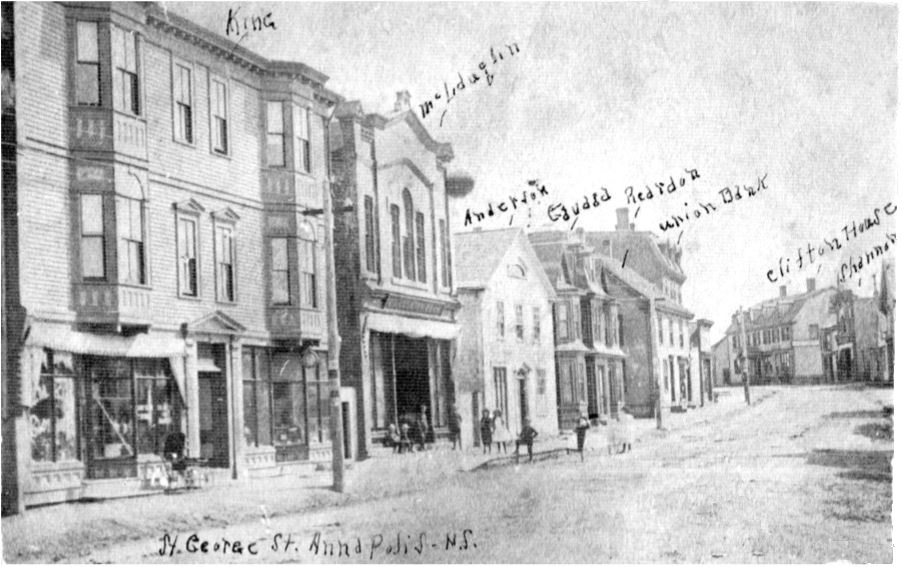
Rue Saint-Georges, à Annapolis.

Rose Fortune démarre sa propre entreprise à une époque où les Canadiens noirs, et surtout les femmes, n’étaient pas encouragés à le faire. Vers 1825, elle commence par transporter des bagages de passagers entre les quais du traversier Saint John-Digby-Annapolis et les maisons et hôtels à proximité au moyen d'une brouette. Gagnant la confiance des voyageurs, Rose Fortune les aide aussi à trouver un logement et s'assure qu'ils prennent contact avec des goélettes et des bateaux à vapeur pour voyager.
En 1841, sa compagnie de bagages fonctionne au point qu'elle est connue sous le nom de "Lewis Transfer" et cette année-là, ou trois ans plus tard, elle remplace l'utilisation de brouettes par des chariots tirés par des chevaux pour transporter les bagages,,.
Rose Fortune met aussi sur pied un service de réveil rudimentaire pour rappeler aux clients des auberges avoisinantes l'heure de départ de leur navire. L'un de ses clients réguliers est Thomas Chandler Haliburton, juge de la Cour suprême de 1841 à 1856.
Bien connue des dirigeants de la ville, jouissant d'une concurrence limitée, Rose Fortune dispose d'une excellente réputation. Sa constance, son honnêteté, sa force, sa fiabilité, son honnêteté et sa présence constante sur le front de mer lui valent d'être chargée de la protection des biens et du maintien de l'ordre sur les quais et les entrepôts d'Annapolis Royal. Elle agit alors comme agent de police du front de mer de la ville. Par exemple, elle a créé et imposé des couvre-feux sur les quais pour maintenir le comportement des garçons dans de bonnes conditions. De cette expérience, elle est considérée comme la première femme policière sur le continent américain.
Rose Fortune a travaillé jusqu'à 70 ans.

#### Descendance
Son entreprise de manutention et de transport est reprise par ses descendants pendant un siècle. Son petit-fils Albert Lewis a repris l'activité sous le nom de "Lewis Transfer Company" jusque dans les années 1960/1980. Une de ses arrière-petite-fille, Daurene Lewis, est même devenue la première femme afro-canadienne au Canada à atteindre un poste de maire en étant élue à la tête d'Annapolis Royal en 1984.

### Vie privée
Rose Fortune s'est mariée plusieurs fois, comme l'indiquent les registres de l'Église anglicane de Saint-Luc. Elle est la mère de trois enfants. Sa fille Jane Fortune épouse Isaac Godfrey, ; son fils, John Fortune, épouse la sœur d'Isaac, Hester Godfrey, le 13 janvier 1838 ; et sa fille Margaret Fortune épouse John Francis de Digby en 1842.
Dans les dernières années de sa vie, Rose Fortune souffre de rhumatismes sévères et vit près de l'Union Bank. Elle s'éteint en Nouvelle-Écosse le 20 février 1864 à l'âge d'environ 90 ans . Ses funérailles ont lieu à St. Luke's, Église d'Angleterre, à Annapolis Royal.
Elle repose au cimetière Garrison à Fort Anne dans un endroit non marqué,.

## Héritage culturel
Lorsque les Loyalistes noirs, comme Fortune Rose, sont arrivés au Canada, ils ont été victimes de préjugés raciaux, d’obstacles aux opportunités et de marginalisation économique, et ne recevaient pas un salaire proportionnel à celui des Blancs. En tant que femme, Rose Fortune a également été victime de menaces physiques. Elle est devenue un « membre respecté et éminent de la communauté » en créant ses propres opportunités. Elle est désormais admirée par la communauté afro-canadienne pour sa force et sa fierté.

### Hommages

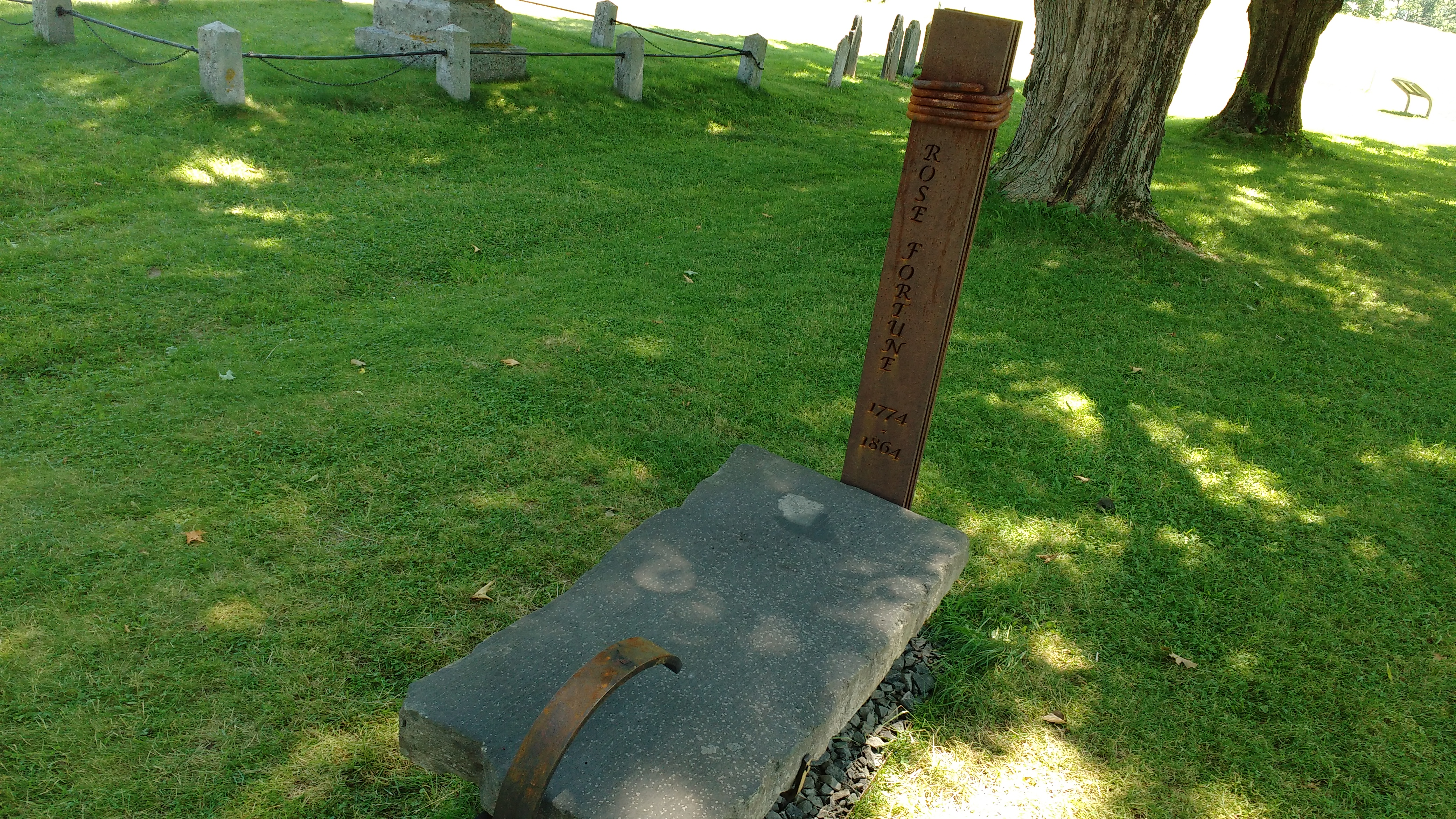
Plaque commémorative de Rose Fortune au cimetière de Garrison.

Une plaque commémorative a été installée en son honneur au cimetière Garrison le jour de la fête du Canada en 2017. Créée par le sculpteur Brad Hall, le monument représente une brouette stylisée en fer et en pierre évoquant son travail et l'entreprise qu'elle a fondée sur le front de mer. La brouette forme un banc commémoratif.
La porte Rose Fortune à Bedford, en Nouvelle-Écosse, porte son nom. En 1999, une plaque en son honneur a été installée près de l'emplacement de sa maison dans le Petit Parc sur le front de mer d'Annapolis Royal, une partie du sentier du patrimoine africain Mathieu Da Costa. En mai 2015, le prénom Rose Fortune a été attribué au nouveau ferry, le MV Fundy Rose exploitant la ligne entre Digby, en Nouvelle-Écosse, et Saint John, au Nouveau-Brunswick.
Rose Fortune a été nommée personnage historique national le 12 janvier 2018. Une plaque en son honneur a été installée par la Commission des lieux et monuments historiques du Canada le 20 juillet 2019, sur le front de mer d'Annapolis Royal, où Rose travaillait autrefois. Il est monté sur un rocher de granit offert par Fred Bailey, l'un des descendants de Fortune Rose.
Une bourse, le programme de bourses Peter Butler III–Rose Fortune, a été créée par l’Association of Black Law Enforcers en mémoire des premiers policiers noirs au Canada.

### Dans la culture populaire
- Fortune, une pièce inspirée de la vie de Rose Fortune, écrite par le dramaturge George Cameron Grant, a été jouée aux États-Unis et dans les Maritimes. Grant a été inspiré par une visite du cimetière aux chandelles en 2013, dirigée par l'historien d'Annapolis Royal Alan Melanson, qui présentait le lieu de repos anonyme de Rose Fortune. Grant a décidé d'écrire la pièce et de lancer la campagne pour le monument funéraire[15].
- Le film Rhythm Stick to Freedom est l'histoire de sa vie.